# 日本大学第三学園短期大学
日本大学第三学園短期大学（にほんだいがくだいさんがくえんたんきだいがく）は、東京都港区赤坂中町において1950年に設置計画のあった日本の私立短期大学である。

## 概要
- 1949年、まず当時の文部省が発行した『戦後教育資料』に設置認可の申請があった短期大学の名称として取り上げられており[4][5][3]、商業・経済関係の学科を設置する計画をしていたことも確認できる[6]
- 次に、東京都内に設置計画が持ち上がっていたこともうかがえる[1]。しかし、開学には至らなかった[7]。

## 設置予定の学科
- 商業科 入学定員160名[2]